# Carlos Serrano
Carlos Serrano es un intérprete de flauta y vientos antiguos nacido en Bogotá, Colombia, el 29 de agosto de 1963. Después de cursar estudios en Oberlin Conservatory en Ohio y Mannes College of Music en Nueva York con Philip Levin, y con Pedro Memelsdorff en Italia, se graduó del Instituto de Música Antigua de Indiana University como pupilo de Eva Legene y Michael McCraw. 
En 1988 fundó en Colombia la agrupación de música antigua Música Ficta, conjunto con el cual se ha especializado en la interpretación del repertorio latinoamericano y español del renacimiento y del barroco. Con este conjunto se ha presentado en cerca de 30 países en Europa, las Américas, el Lejano Oriente y el Medio Oriente. Ha grabado para los sellos discográficos Jade (Francia), Centaur (EE. UU.), Arts Music (Alemania), Etcetera (Bélgica) y Lindoro (España). Fue profesor de la Pontificia Universidad Javeriana de Bogotá y dirigió programas de radio tanto en Colombia como en los EE. UU.

## Discografía
- 1996, p. 2001: "Romances y villancicos de España y del Nuevo Mundo". Éditions Jade n.º 198-142-2 (Francia).
- 1999, p. 2000: "De Antequera sale un moro" - La música de la España cristiana, mora y judía hacia el año de 1492. Éditions Jade n.º 74321-79256-2 (Francia).
- 2003, p. 2006: "Sepan todos que muero" - Música de villanos y cortesanos en el Virreinato del Perú, s. XVII-XVIII  Archivado el 19 de diciembre de 2021 en Wayback Machine.. Centaur Records CRC 2797 (Estados Unidos).
- 2005, p. 2006: "Esa noche yo bailá" - Fiesta y devoción en el Alto Perú del s. XVII . Arts Music n.º 47727-8 (Alemania).
- 2007, p. 2008: "Del mar del alma" - Músicas y letras de la Bogotá colonial (s. XVII-XVIII). Arion ARN68789 (Francia).
- 2010, p. 2011: "Cuando muere el sol" - Tonos humanos y divinos de Sebastián Durón, 1660-1716 . Arion ARN68825 (Francia).
- 2015, p. 2016: "Dos estrellas le siguen" - Xácaras y danzas del siglo XVII en España y América Latina. Centaur Records CRC 3501 (Estados Unidos).
- 2016, p. 2017: "Aves, flores y estrellas" - Tonos y arias de Juan de Navas (1647-1719) . Lindoro NL-3037 (España).
- 2016, p. 2018: "Alado cisne de nieve" - Tonadas y tonos de Juan de Navas (1647-1719) . Etcetera KTC 1609 (Bélgica).
- 2018, p. 2020: "En mi amor tal ausencia" - Amor y desamor en los tonos de José Marín (1618-1699) . Lindoro NL-3046 (España).
- 2018, p. 2021: "Si a la muerte imita el sueño" - Tonos humanos  de José Marín (1618-1699) . Lindoro NL-3053 (España).